# La Razón
«Расон» (исп. La Razón — «Разум») — аргентинская ежедневная газета, издающаяся в Буэнос-Айресе с 1905 года и получившая особую популярность в 1940-х и 1960-х годах. После банкротства в 1998 году, издание было возобновлено редакцией La Razón SA и тираж газеты увеличился с 25 до 250 тысяч. В 2000 году 75 процентов акций газеты приобретены Grupo Clarín. Бесплатно распространялась в городском общественном транспорте — метрополитене, поездах и т.д.. Последнее отпечатанный номер вышел 29 декабря 2017 года.

## История
La Razón основана в 1905 году аргентинским журналистом Эмилио Моралесом как утренняя (quinta edición) и вечерняя (sexta edición) газета в формате таблоида. В 1911 году приобретена известным журналистом Хосе Кортехареной. Он умер в 1921 году и руководителем газеты стал Анхель Сохо. Газета стала первой, в которой опубликовали «Паторузу́» карикатуриста Данте Кинтерно в 1928 году. В 1939 году La Razón приобретена Рикардо Рамосом — выходцем из семьи основателей приморского города Мар-дель-Плата. Рамос назначил Феликса Лаиньо директором, и формат газеты был переиначен и более подробно иллюстрирован. Тираж газеты неуклонно рос, и в 1947 году La Razón была конфискована по указу президента Хуана Перона. Газета, контролируемая влиятельной первой леди Эвой Перон, к 1952 году стала популярнее «La Nación», когда её ежедневный тираж достиг 500 000 экземпляров. Диктатура, сместившая Перона в 1955 году, первоначально решила сохранить прибыльную газету для собственных целей, но семья Рикардо Рамоса оспорила это решение в суде; судебное дело, представленное их адвокатом Маркосом Сатановским, позволило вернуть La Razón законным владельцам. Очень многие газеты, как сообщается, были перепроданы режимом сговорчивым покупателям.
Газета открыла новую типографию в муниципалитете Хенераль-Лас-Эрас в 1964 году и осталась одной из ведущих аргентинских газет (уступая только «Clarín»). Главный редактор Феликс  вышел на пенсию в 1984 году, ему на смену пришёл бывший издатель газеты La Opinión Хакобо Тимерман. Затем La Razón была приобретена городским советом Буэнос-Айреса. Неплатежеспособное из-за банкротства издание было преобразовано в бесплатную вечернюю ежедневную газету в формате таблоида, и её чаще всего можно было найти на вокзалах и станциях метро, а также в кофейнях Буэнос-Айреса. Затем, 27 декабря 2000 года, газета была приобретена крупнейшим медиа-конгломератом страны Grupo Clarín и утренний выпуск газеты возобновился в 2008 году.